# Bidoma indivisum
Genre
Espèce
Bidoma indivisum, unique représentant du genre Bidoma, est une espèce d'opilions laniatores de la famille des Biantidae.

## Distribution
Cette espèce est endémique du département du Nord à Haïti. Elle se rencontre vers Grande-Rivière-du-Nord.

## Description
Le mâle holotype mesure 2,5 mm.

## Publication originale
- Šilhavý, 1973 : « Two new systematic groups of gonyleptomorphid phalangids from the Antillean- Caribbean Region, Agoristenidae Fam. N., and Caribbiantinae Subfam. N. (Arachn.: Opilionidea). » Věstník československé Společnosti zoologické, vol. 37, p. 110–143.